# Claudie Haigneréová
Claudie Haigneréová ( * 13. května 1957 v Le Creusot, Saône-et-Loire, Francie), je francouzská lékařka, kosmonautka a politička. V letech 1985–2002 byla kosmonautkou agentur CNES (do roku 1999) a ESA, na oběžnou dráhu Země se dostala dvakrát, poprvé roku 1996 navštívila ruskou vesmírnou stanici Mir, podruhé roku 2001 strávila týden na Mezinárodní vesmírná stanici (ISS). Celkem ve vesmíru strávila 25 dní, 14 hodin a 24 minut. Roku 2002 přešla na politickou dráhu, od června 2002 do března 2004 byla ministryní pověřenou záležitostmi vědy a nových technologií a poté do května 2005 ministryní pro evropské záležitosti.

## Život

### Lékařská kariéra
Claudie Haigneréová (do roku 2001 André-Deshaysová) se narodila 13. května 1957 ve dvacetitisícovém Le Creusotu, v středofrancouzském departementu Saône-et-Loire. Vystudovala lékařství na univerzitě v Dijonu, specializovala se zprvu na biologii a sportovní lékařství. V letech 1981–1984 se orientovala na leteckou a kosmickou medicínu a na revmatologii. Od roku 1984 osm let pracovala na revmatologické klinice a rehabilitačním oddělení pařížské nemocnice Cochin.

### Kosmonautická kariéra
Roku 1985 byla vybrána mezi kosmonauty francouzské kosmické agentury – Národního střediska studií vesmíru (Centre National d'Études Spatiales, CNES). Paralelně s kosmickým výcvikem v letech 1985–1990 pracovala v neurofyziologickém středisku Národního střediska vědeckého výzkumu (CNRS) v Paříži. Zde se účastnila přípravy experimentů v oblasti lidské fyziologie pro let Jean-Loup Chrétiena na Mir roku 1988. V letech 1990–1992 odpovídala za lékařský výzkum v CNES.
V říjnu 1992 byla určena náhradnicí Jean-Pierre Haignerého pro jeho let na Mir v červenci 1993. V prosinci 1994 byla ke kosmickému letu v rámci rusko–francouzského programu Cassiopée – 13. návštěvní expedice na Mir. Výcvik v Hvězdném městečku zahájila v lednu 1995.
K prvnímu letu odstartovala 17. srpna 1996 v Sojuzu TM-24 z kosmodromu Bajkonur společně se členy 22. základní expedice na Mir Valerijem Korzunem a Alexandrem Kaleri, v posádce lodi byla zařazena jako kosmonautka-výzkumnice. Na Miru strávila dva týdny naplněných realizací experimentů programu Cassiopée z oblastí kosmické medicíny, fyziky a technologie. Na Zem se vrátila v Sojuzu TM-23 s vystřídanou posádkou 21. základní expedice (Jurij Onufrijenko, Jurij Usačov). Let trval 15 dní, 18 hodin a 23 minut.
Během roku 1997 pracovala v Moskvě ve funkci francouzské reprezentantky ve společnosti Starsem, rusko–evropské společnosti zajišťující komerční zakázky pro nosiče Sojuz. V květnu 1998 se vrátila do přípravy jako náhradnice Jean-Pierre Haignerého pro dlouhodobý let programu Persée, Haigneré měl strávit půl roku (od února do srpna 1999) na Miru jako člen 27. základní expedice. V přípravě prošla výcvikem k výstupům do otevřeného vesmíru, a získala kvalifikaci palubní inženýrky Sojuzu a Miru. Během letu pracovala ve Středisku řízení letů v Koroljovu.
K 1. listopadu 1999 přešla do oddílu astronautů ESA. V prosinci 2000 byla jmenována do 2. návštěvní expedice na Mezinárodní vesmírnou stanici (ISS). Do kosmu posádka Viktor Afanasjev, Haigneréová a Konstantin Kozejev vzlétla z Bajkonuru v lodi Sojuz TM-33 21. října 2001. Během týdenního pobytu na stanici kosmonauti uskutečnili plánované experimenty v rámci rusko–francouzského programu Andromeda, a vrátili se v Sojuzu TM-32. Let trval 20 dní a 20 hodin.

### Politická kariéra
V červnu 2002 odešla z ESA do francouzské vlády. Od června 2002 do března 2004 zastávala funkci pověřené ministryně (ministre déléguée) pro záležitosti vědy a nových technologií. V březnu 2004 – květnu 2005 byla pověřenou ministryní pro evropské záležitosti.

### Osobní život
Má dceru Carlu-Anastasii André, narozenou roku 1998. V květnu 2001 si vzala kolegu kosmonauta Jean-Pierre Haignerého.